# Hail Grenada
Hail Grenada est l’hymne national de Grenade, qui fut écrit par Irva Merle Baptiste en 1974, sur la musique de Louis Arnold Masanto.

## Paroles
| Paroles officielles (en) | Traduction en français |
| --- | --- |
| Hail! Grenada, land of ours, We pledge ourselves to thee, Heads, hearts and hands in unity To reach our destiny. Ever conscious of God, Being proud of our heritage, May we with faith and courage Aspire, build, advance As one people, one family. God bless our nation. | Je vous salue! Grenade, notre terre, Nous nous engageons à toi, Têtes, cœurs et mains unies Pour atteindre notre destinée. Toujours conscient de Dieu, Étant fiers de notre patrimoine, Puissions-nous avec foi et courage Aspirer, bâtir, avancer Comme un seul peuple, une seule famille. Que Dieu bénisse notre nation. |